# 勲 (呼出)
勲（いさお、1940年（昭和15年）6月7日 - 1995年（平成7年）5月11日）は、大相撲の十両呼出。本名は佐々木 勲。大阪市出身。小野川部屋→出羽海部屋所属。

## 履歴
- 1960年11月場所 - 初土俵。
- 1994年7月場所 - 番付制導入により十両呼出に指名されるが、この頃は病気で土俵に上がることはなかった[1]。
- 1995年3月場所 - 在籍上の最終場所。
- 1995年5月、3日に自宅を出たまま帰宅せず、翌日家族から警察に捜索願が出されていた。11日に茨城県の小貝川で溺死体で発見された[1]。病気を苦にした自殺とみられる。
- 1995年5月場所 - 番付掲載上の最終場所。